# Le temps ne fait rien à l'affaire
Pour les articles homonymes, voir Le temps ne fait rien à l'affaire (homonymie).
Albums de Georges Brassens
Les Funérailles d’antan
(1960) Les Trompettes de la renommée
(1962)
Le temps ne fait rien à l’affaire, est le huitième album édité en France du chanteur Georges Brassens. Sorti sans titre à l’origine, il est identifié par celui de la première chanson du disque. L’édition originale est sortie en novembre 1961.

## Écriture
La chanson La Fille à cent sous est tirée d’un conte de Maupassant.

## Édition originale de l’album
Novembre 1961 : Disque microsillon 33 tours/25cm, Philips, n° 8 (B 76.512 R).
– Pochette : 2 versions, photo D.R.
– Enregistrement : monophonique.
Remastérisation des bandes trois pistes en stéréophonie.

### Interprètes
- Georges Brassens : chant, guitare.
- Pierre Nicolas : contrebasse.

### Chansons
Toutes les chansons sont écrites et composées par Georges Brassens. 
Face 1
| No | Titre                             | Durée      |
| -- | --------------------------------- | ---------- |
| 1. | Le temps ne fait rien à l'affaire | 2 min 06 s |
| 2. | Dans l’eau de la claire fontaine  | 2 min 10 s |
| 3. | La Traîtresse                     | 2 min 24 s |
| 4. | La Ballade des cimetières         | 3 min 08 s |

Face 2
| No | Titre                                | Durée      |
| -- | ------------------------------------ | ---------- |
| 1. | La Complainte des filles de joie     | 2 min 40 s |
| 2. | Tonton Nestor (La Noce de Jeannette) | 1 min 58 s |
| 3. | Le Temps passé                       | 2 min 58 s |
| 4. | La Fille à cent sous                 | 2 min 18 s |

## Discographie liée à l’album

### Disques45 tours
Seules les premières éditions sont listées ci-dessous ; certains de ces disques ayant fait l’objet de rééditions jusqu’en 1966.
Identifications :
SP (Single Playing) = Microsillon 45 tours/17 cm (2 titres).
EP (Extended Playing) = Microsillon 45 tours/17 cm (4 titres), ou super 45 tours.
- 1961 : SP Philips, coll. « Succès » (B 372.925 F).

– Face 1 : Le temps ne fait rien à l'affaire.
– Face 2 : La Fille à cent sous.
- 1961 : SP Philips, coll. « Succès » (B 372.931 F).

– Face 1 : Dans l’eau de la Claire Fontaine.
– Face 2 : La Traîtresse.
- 1962 : SP Philips, coll. « Succès » (B 373.275 F).

– Face 1 : La Guerre de 14-18.
– Face 2 : Le temps ne fait rien à l'affaire.
- Mai 1962 : EP Philips, 15e série (432.783 BE).

– Face 1 : Le temps ne fait rien à l'affaire – Dans l’eau de la Claire Fontaine.
– Face 2 : La Traîtresse – La Ballade des cimetières.
- Octobre 1962 : EP Philips, 16e série (432.815 BE).

– Face 1 : La Complainte des filles de joie – La Fille à cent sous.
– Face 2 : Tonton Nestor (La Noce de Jeannette) – Le Temps passé.

### Réédition de l’album
Identifications :
CD (Compact Disc) = Disque compact
- Novembre 2010 : Réplique recto/verso de la pochette originale, CD Mercury/Universal (274 899-0)[3].

## Classement
| Classement (1961) | Meilleure place |
| ----------------- | --------------- |
| France (SNEP)     | 5               |